# Congress Centrum
Congress Centrum é um centro de convenções localizado em Hamburgo, Alemanha, que no entanto é localizado ao lado de Planten un Blomen, perto da estação Hamburg Dammtor. Foi inaugurado em 14 de abril de 1973 como o primeiro de seu tipo na Alemanha. 